# Fehmarnbelt (Schiff, 1908)
Die Fehmarnbelt ist ein deutsches Feuerschiff, das nicht mehr als solches auf Position liegt, sondern als Museumsschiff heute noch in Fahrt ist.

## Geschichte
Seit 1902 existierte eine Feuerschiffstation  Fehmarnbelt, die aufgrund des zunehmenden Verkehrs im Nord-Ostsee-Kanal erforderlich wurde, da die Leuchtfeuer an der Küste Fehmarns nicht mehr als ausreichend empfunden wurden.
Das Schiff wurde von 1906 bis 1908 auf der Thyen-Werft in Brake an der Weser als Dreimastschoner mit Notbesegelung gebaut und 1908 zunächst als Feuerschiff Außeneider in Dienst gestellt. Es lag mit Unterbrechungen bis 1944 auf der Position Außeneider vor der Mündung der Eider in die Nordsee, in den Jahren 1914 bis 1916 auf Position Süderpiep. 1918/19 war es an militärischen Operationen in der Ostsee beteiligt. 1931 wurde ein Motor eingebaut. 1945 bis 1948 wurde es als Wachschiff am Minenzwangsweg P 11-P 15 in der Deutschen Bucht eingesetzt. 1949 bis 1953 war es Ersatzfeuerschiff für die Position Amrumbank (P 15). 1954 und 1956 kam es zu verschiedenen Umbauten. Das Leuchtfeuer wurde verstärkt (1000 W/110 V, 300.000 cd, Reichweite 22 Seemeilen) und auf einen Vierbeinmast aufgesetzt, ein Funkfeuer sowie (1959) eine Radaranlage und eine Nebelschallanlage wurden nachgerüstet. In den Jahren von 1956 bis 1965 war es als Reserve Holtenau (Reservefeuerschiff) auf den Positionen Flensburg, Kiel und Fehmarnbelt eingesetzt, 1961 kurze Zeit auf Elbe 1 und dann von 1965 bis 1984 unter seinem heutigen Namen auf Position im Fehmarnbelt. Das Vorgängerschiff auf dieser Position, Baujahr 1904 als Neubau durch die A.G. Weser wurde in Reserve Kiel umbenannt und war noch bis zur Außerdienststellung 1967 im Einsatz.
Am 31. März 1984 wurde die Fehmarnbelt als letztes deutsches Feuerschiff auf der Ostsee außer Dienst gestellt; die Position wurde durch eine unbemannte Großtonne übernommen.
Im gleichen Jahr diente das Schiff als Filmschiff Hatteras für Dreharbeiten zum US-Spielfilm The Lightship (nach der Erzählung Das Feuerschiff von Siegfried Lenz) auf Sylt. 1985 folgte ein ca. einjähriger Werftaufenthalt.  Seit Mai 1986 ist es Museumsschiff.
Heute gehört das Schiff dem gemeinnützigen Verein Feuerschiff für Lübeck e. V. und liegt seit Herbst 2009 im Winter am Behnkai in der Hansestadt Lübeck vor den Media Docks an der nördlichen Wallhalbinsel. Es wird in fahrtüchtigem Zustand gehalten und macht seit 1989 im Sommer Ausfahrten, um alle Anlagen unter Seebedingungen zu testen; auch Besichtigungen an Bord sind möglich. 
Ab September 2022 befand sich das Schiff für ein Jahr zur Sanierung im Trockendock der Werft Gebr. Friedrich in Kiel-Friedrichsort.
Die Werftarbeiten in Kiel wurden im Februar 2024 abgeschlossen und seitdem liegt das Schiff wieder im Hansahafen/Hansekai in Lübeck und kann besichtigt werden.

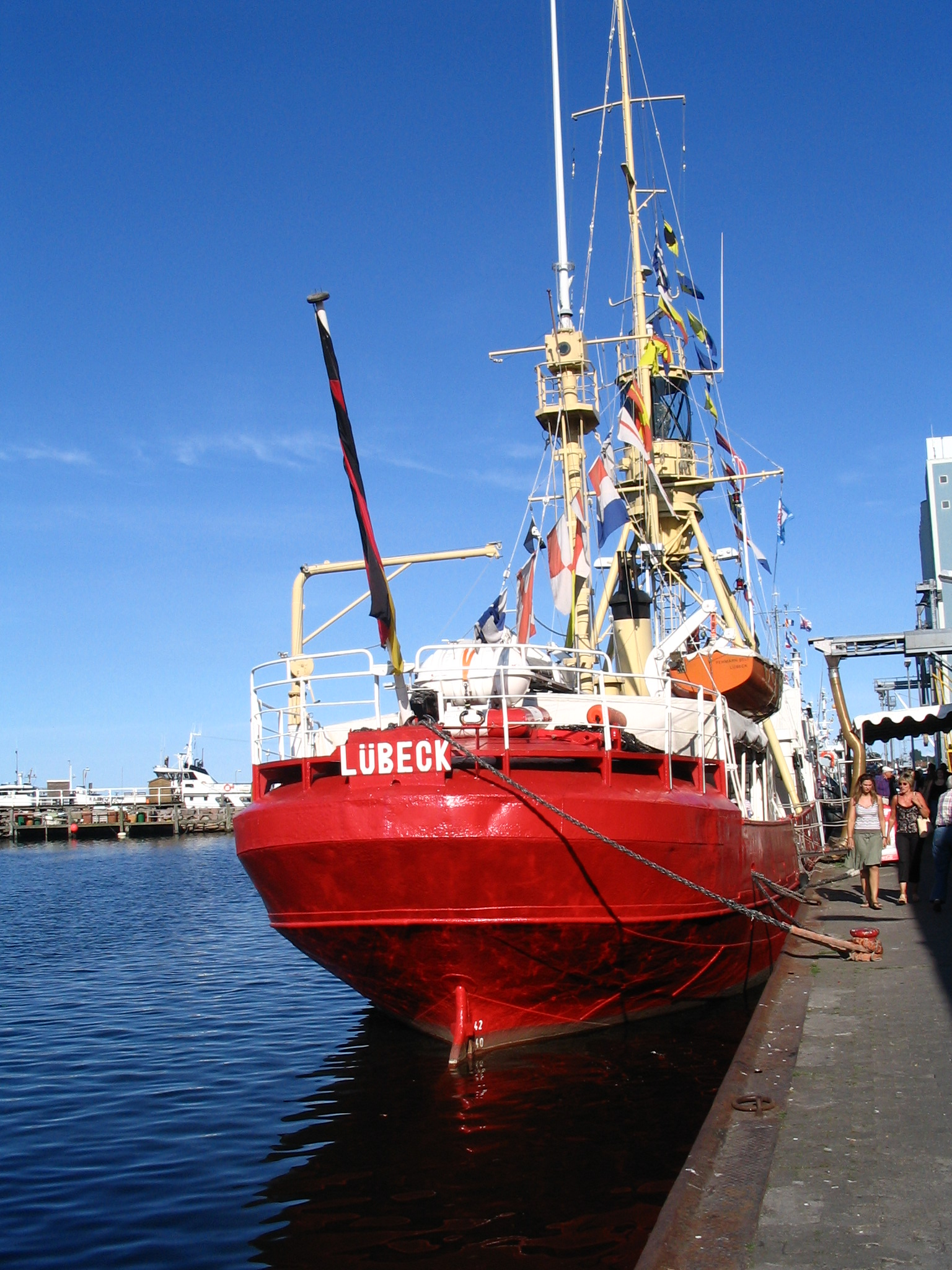
Das ehemalige Feuerschiff Fehmarnbelt im Juli 2006 zu Gast in Heiligenhafen
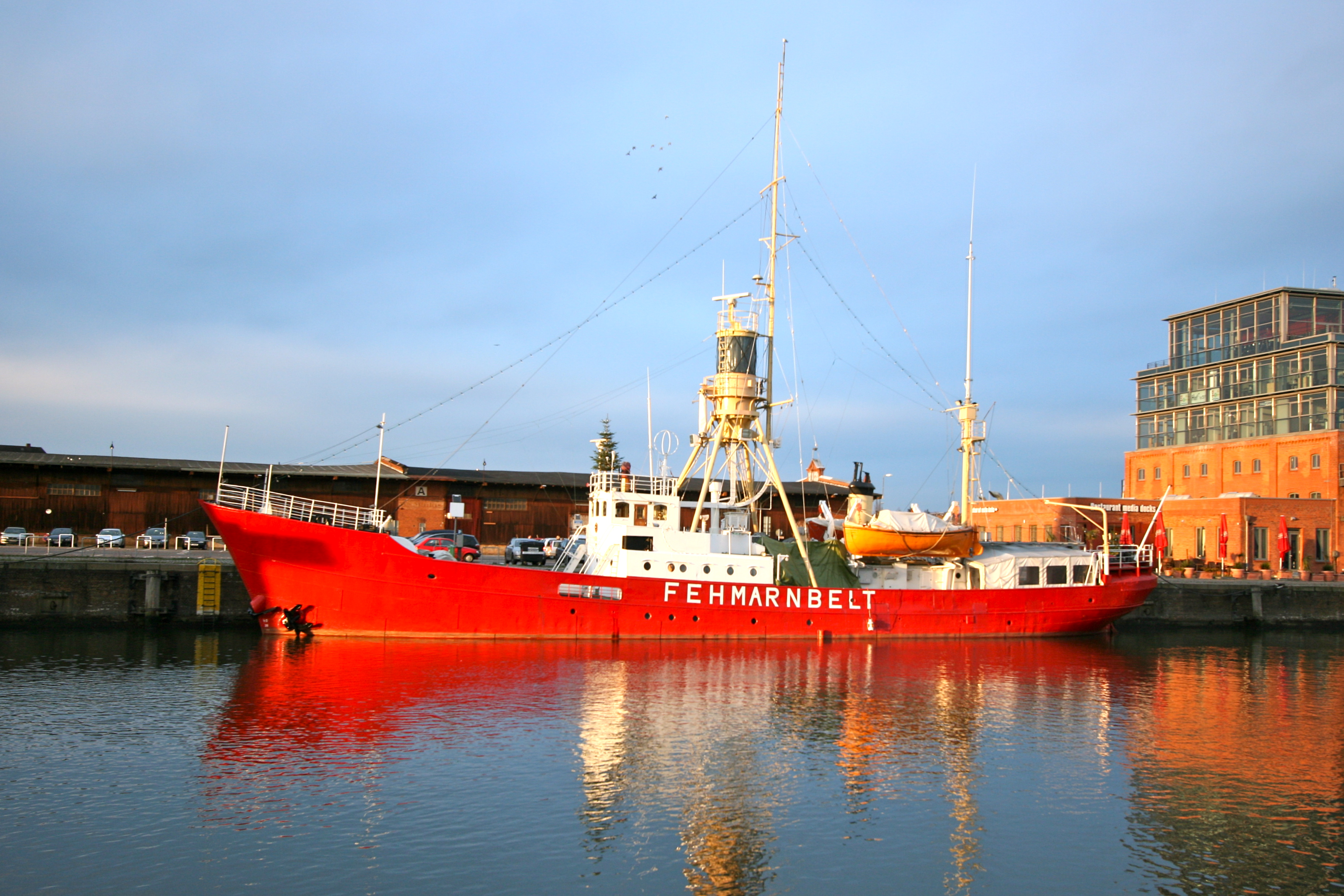
Feuerschiff Fehmarnbelt am Behnkai auf der nördlichen Wallhalbinsel
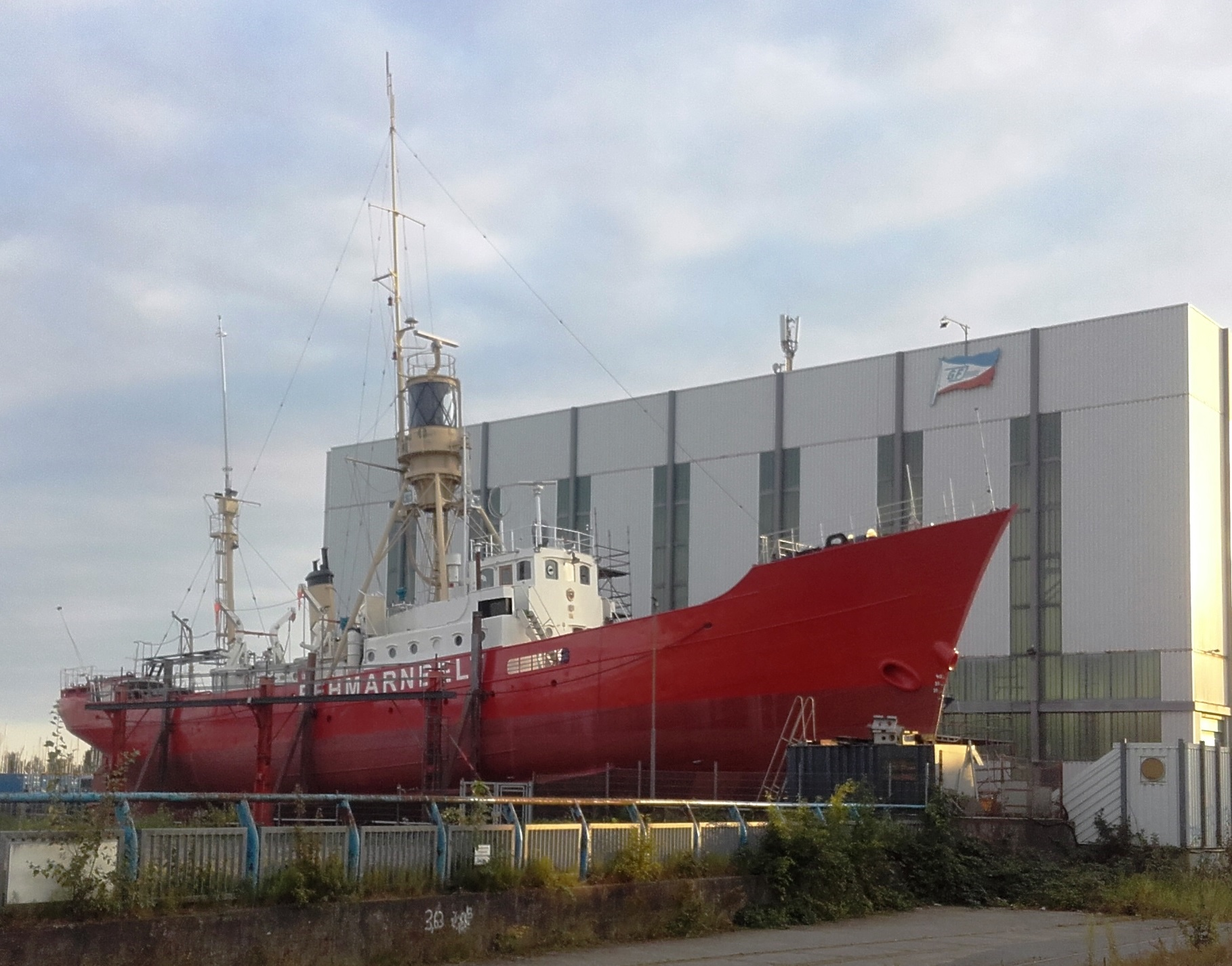
Die Fehmarnbelt im Trockendock in der Werft Gebr. Friedrich in Kiel-Friedrichsort (September 2023)